# Cheney Haight
Cheney Isaac Haight (ur. 27 grudnia 1984) – amerykański zapaśnik w stylu klasycznym. Zajął 26. miejsce na mistrzostwach świata w 2011 i 2017. Siódmy na igrzyskach panamerykańskich w 2011. Mistrz panamerykański w 2016, 2017 i 2019, a brązowy w 2010 roku. Zawodnik Northern Michigan University.